# Anti-chiisme
L'anti-chiisme est la haine, les préjugés, la discrimination, la persécution et la violence contre les musulmans chiites en raison de leurs croyances religieuses, de leurs traditions et de leur héritage culturel. Le terme a été utilisé pour la première fois par Shia Rights Watch en 2011, mais il est utilisé dans des recherches informelles et écrit dans des articles universitaires depuis des décennies,.
Les dirigeants sunnites sous les Omeyyades cherchaient à marginaliser la minorité chiite. Tout au long de l'histoire de l'Islam, la persécution des chiites par leurs coreligionnaires sunnites a souvent été caractérisée par des actes brutaux et génocidaires : le cas le plus récent de persécution religieuse par les musulmans sunnites impliquait le massacre génocidaire, le nettoyage ethnique et la conversion forcée des chiites à l'Islam sunnite par l'EIIL en Syrie et en Irak (2014-2017). Représentant environ 10 % de la population musulmane mondiale, les chiites restent à ce jour une communauté marginalisée dans de nombreux pays dominés par les sunnites et, dans ces pays, ils n'ont pas le droit de pratiquer librement leur religion ou de s'établir en tant que confession organisée.

## Persécutions dans les temps modernes

### Malaisie
La Malaisie interdit tout prosélytisme à l'égard des chiites, des arrestations ont lieu épisodiquement.

### Bahreïn
La majorité des habitants de Bahreïn sont chiites, la famille régnante est sunnite et le pays est organisé selon un système de races et de tribus que certains estiment proche de l’Apartheid[Qui ?].

### Indonésie
Bien que les premiers chiites soient arrivés très tôt, vers le IXe siècle, ils ne sont pas toujours bien vus. Une école a été incendiée à Madura, prétextant qu'elle n'était pas dans le bon secteur.
Les chiites sont souvent molestés et Amnesty International a demandé au gouvernement de les aider à revenir dans leurs villages de l'est de Java[Quand ?].[réf. nécessaire]

### Irak
Certaines régions d'Irak sont peuplées majoritairement de sunnites. Après la chute de Saddam Hussein, le pays a été déstabilisé et le gouvernement central a été clairement dirigé par des chiites, ce qui a eu pour effet que les populations sunnites se tournent vers différents groupes extrémistes, notamment Daesh.

### Maghreb
Les chiites sont extrêmement minoritaires au Maghreb.